# Насеобина Лишња
Насеобина Лишња је насељено мјесто у општини Прњавор, Република Српска, БиХ. Према попису становништва из 1991. у насељу је живјело 477 становника.

## Религија
Украјинска грко-католичка црква Црква Светих Апостола Петра и Павла.

## Становништво
| Демографија | Демографија | Демографија |
| Година      | Становника  | Становника  |
| ----------- | ----------- | ----------- |
| 1961.       | 461         |             |
| 1971.       | 314         |             |
| 1981.       | 487         |             |
| 1991.       | 475         |             |